# 伊勒河
伊勒河（德語：Iller，德語發音：[ˈɪlɐ] ⓘ）位于德国巴伐利亚州，发源于奥伯斯多夫附近的阿尔卑斯山脉，流经松特霍芬、伊门施塔特、肯普滕、劳特拉赫和梅明根，最终在乌尔姆汇入多瑙河，全长147公里。